# Dugesia laurentiana
Dugesia laurentiana is een platworm (Platyhelminthes). De worm is tweeslachtig. De soort leeft in of nabij zoet water.
Het geslacht Dugesia, waarin de platworm wordt geplaatst, wordt tot de familie Dugesiidae gerekend. De wetenschappelijke naam van de soort werd, als Planaria laurentiana, voor het eerst geldig gepubliceerd in 1897 door Borelli.